# Llywelyn ap Seisyll
Llywelyn ap Seisyll (overleden 1023) was een koning van Gwynedd.
Het is niet bekend wanneer Llywelyn aan de macht is gekomen, er is geen zekerheid wie koning van Gwynedd was tussen de dood van Cynan ap Hywel in 1003 en 1022 (zie hieronder).
De eerste vermelding van Llywelyn was in 1018, toen hij Aeddan ap Blegywryd versloeg. Er is wel aangenomen dat dit inhoudt dat hij daarmee de macht van Aeddan overnam, maar het is ook mogelijk dat Llywelyn al koning was, en juist Aeddan in opstand kwam. In 1022 was Llywelyn in actie in Deheubarth, waar een zekere Rhain, volgens sommige bronnen een Ier, de macht had gegrepen, en versloeg hem. Dat Llywelyn, als koning van Gwynedd, in Deheubarth actief was, geeft aan dat hij kennelijk een grote macht had. Hij sneuvelde in 1023.
Llywelyns afkomst is onduidelijk. Hij was getrouwd met Angharad ferch Maredudd, de dochter van Maredudd ab Owain, en was de vader van de latere koning Gryffyd ap Llywelyn.